# Bizarre Ride II the Pharcyde
Bizarre Ride II the Pharcyde – debiutancki album studyjny amerykańskiej grupy hip-hopowej The Pharcyde. Album znalazł się na
75. miejscu listy Billboard 200.

## Lista utworów
1. 4 Better or 4 Worse (0:36)
2. Oh Shit! (4:29)
3. It's Jigaboo Time (Skit) (1:26)
4. 4 Better or 4 Worse (5:03)
5. I'm That Type of Nigga (5:16)
6. If I Were President (Skit) (1:01)
7. Soul Flower (4:23)
8. On the D.L. (4:27)
9. Pack the Pipe (0:21)
10. Officer (4:00)
11. Ya Mama (4:20)
12. Passin' Me By (5:03)
13. Otha Fish (5:21)
14. Quinton's on the Way (Skit) (2:09)
15. Pack the Pipe (5:03)
16. Return of the B-Boy (3:33)

## Użyte sample
- "Oh Shit"
  - Donald Byrd – "Beale Street"
- "4 Better or 4 Worse"
  - Lou Donaldson – "Pot Belly"
  - The Emotions – "Blind Alley"
  - Fred Wesley & The JB's – "Rockin’ Funky Watergate"
- "I'm That Type of Nigga"
  - James Brown – "Papa’s Got a Brand New Bag"
  - James Brown "Maybe the Last Time"
  - The J.B.'s – "Pass the Peas"
  - The J.B.'s – "Givin' up Food for Funk"
  - Sly and the Family Stone – "Sing a Simple Song"
- "Soul Flower (Remix)"
  - Fatback Band – "Put Your Love (In My Tender Care)"
  - Grover Washington Jr. – "Mr. Magic"
- "On the DL"
  - The Meters – "Hey Last Minute"
  - Stanley Cowell – "Travelin' Man"
  - Stanley Cowell – "Equipoise"
- "Officer"
  - Ramsey Lewis – "Maiden Voyage"
  - Ramsey Lewis – "The Mighty Quinn"
  - James Brown – "The Grunt"
  - James Brown – "Funky Drummer"
  - Public Enemy – "Black Steel in the Hour of Chaos"
  - Public Enemy – "Countdown to Armageddon"
- "Ya Mama"
  - Mike Bloomfield, Al Kooper & Stephen Stills – "Seasons of the Witch"
  - Melvin Bliss – "Synthetic Substitution"
  - Mel Brown – "Good Stuff"
  - Young-Holt Unlimited – "Yes We Can Can"
  - The Soul Children – "I Don’t Know What this World is Coming To"
- "Passin' Me By"
  - Quincy Jones – "Summer in the City"
  - The Jimi Hendrix Experience – "Are You Experienced?"
  - Skull Snaps – "It's a New Day"
  - Weather Report – "125th Street Congress"
  - Whodini – "Friends"
  - Eddie Russ – "Hill Where The Lord Hides"
- "Otha Fish"
  - Herbie Mann – "Today"
- "Pack the Pipe"
  - Herbie Mann – "Bijou"
  - John Coltrane – "Autumn Serenade"
  - Cannonball Adderley – "Exquisition"
- "Return of the B-Boy"
  - Madhouse – "Two"
  - Doug E. Fresh – "The Show"
  - Rock Master Scott & the Dynamic Three – "The Roof Is on Fire"

## Pozycje na listach
Notowania albumu Bizarre Ride II the Pharcyde
- 75. miejsce na liście Billboard 200 (1993)
- 23. miejsce na liście Top R&B/Hip Hop Albums (1993)
- 3. miejsce na liście Top Heatseekers (1993)

Notowane utwory
- "Passing Me By"
  - 52. miejsce na liście Billboard Hot 100
  - 28. miejsce na liście Hot R&B/Hip-Hop Songs
  - 1. miejsce na liście Hot Rap Singles
  - 6. miejsce na liście Hot Dance Music/Maxi-Singles Sales
- "Otha Fish"
  - 35. miejsce na liście Hot Dance Music/Maxi-Singles Sales